# Mantispa neotropica
Mantispa neotropica is een insect uit de familie van de Mantispidae, die tot de orde netvleugeligen (Neuroptera) behoort. 
Mantispa neotropica is voor het eerst wetenschappelijk beschreven door Navás in 1933.